# Albert Cornelis
Albert Cornelis (c. 1475 - 4 de setembro de 1532) foi um pintor flamengo e renascentista do século XVI.
A sua vida não é muito conhecida para além das suas obras. Pintou essencialmente motivos religiosos para encomendas do clero. Um dos seus trabalhos A Glorificação da Virgam faz parte da coleção do Museu e Galeria de Arte de Brighton. Um retábulo representanto um assunto semelhante, A Coroação da Virgem existente na Igreja de São Tiago em Bruges é-lhe também atribuído. Morreu a 4 de setembro de 1532 em Bruges.

## References
- P. Wescher, 'Some Portraits by Albert Cornelis', The Burlington Magazine 58 (1931), p. 244-251
- D. Tamis, 'The genesis of Albert Cornelis's "Coronation of the Virgin" in Bruges', Burlington Magazine 142 (2000), p. 672-680

1. 1 2  Albert Cornelis in the RKD
2. 1 2  Brighton Museum & Art Gallery work of Albert Cornelis